# Itália nos Jogos Olímpicos de Inverno de 2018
A Itália participou dos Jogos Olímpicos de Inverno de 2018, realizados na cidade de Pyeongchang, na Coreia do Sul.
O país disputa as Olimpíadas de Inverno desde a primeira edição, em 1924 em Chamonix. Nessa edição contou com uma delegação de 120 atletas que competiram em quatorze das quinze modalidades em disputa (só não classificou atletas no hóquei no gelo).

## Medalhas
| Atleta                                                         | Esporte                                | Evento                          | Medalha |
| -------------------------------------------------------------- | -------------------------------------- | ------------------------------- | ------- |
| Arianna Fontana                                                | Patinação de velocidade em pista curta | 500 m feminino                  | Ouro    |
| Michela Moioli                                                 | Snowboard                              | Snowboard cross feminino        | Ouro    |
| Sofia Goggia                                                   | Esqui alpino                           | Downhill feminino               | Ouro    |
| Federico Pellegrino                                            | Esqui cross-country                    | Velocidade individual masculino | Prata   |
| Arianna Fontana Lucia Peretti Cecilia Maffei Martina Valcepina | Patinação de velocidade em pista curta | Revezamento 3000 m feminino     | Prata   |
| Dominik Windisch                                               | Biatlo                                 | Velocidade masculino            | Bronze  |
| Federica Brignone                                              | Esqui alpino                           | Slalom gigante feminino         | Bronze  |
| Nicola Tumolero                                                | Patinação de velocidade                | 10000 m masculino               | Bronze  |
| Lisa Vittozzi Dorothea Wierer Lukas Hofer Dominik Windisch     | Biatlo                                 | Revezamento misto               | Bronze  |
| Arianna Fontana                                                | Patinação de velocidade em pista curta | 1000 m feminino                 | Bronze  |

Legenda
| Recorde mundial      | Recorde mundial (World record)               |                       | Recorde africano                      | Recorde africano (African) |                                           | Q | Classificado por posição (Qualified) |
| Recorde olímpico     | Recorde olímpico (Olympic record)            | Recorde da América    | Recorde da América (Americas)         | q                          | Classificado por melhor tempo (Qualified) |   |                                      |
| Melhor marca do ano  | Melhor marca do ano (World leading)          | Recorde asiático      | Recorde asiático (Asian)              | DNS                        | Não largou (Did not start)                |   |                                      |
| Recorde nacional     | Recorde nacional (National record)           | Recorde europeu       | Recorde europeu (European)            | DNF                        | Não terminou (Did not finish)             |   |                                      |
| Recorde pessoal      | Recorde pessoal do atleta (Personal best)    | Recorde da Oceania    | Recorde da Oceania (Oceania)          | DSQ / DQ                   | Desclassificado (Disqualified)            |   |                                      |
| Recorde da temporada | Recorde da temporada do atleta (Season best) | Recorde sul-americano | Recorde sul-americano (South America) | NM                         | Sem marca (No mark)                       |   |                                      |